# Escadron de chasse 3/11 Corse
L'escadron de chasse 3/11 Corse est une unité de combat de l'armée de l'air française, actuellement stationnée sur la base aérienne 188 Djibouti. Ses avions portent désormais un code en 188-L.

## Historique

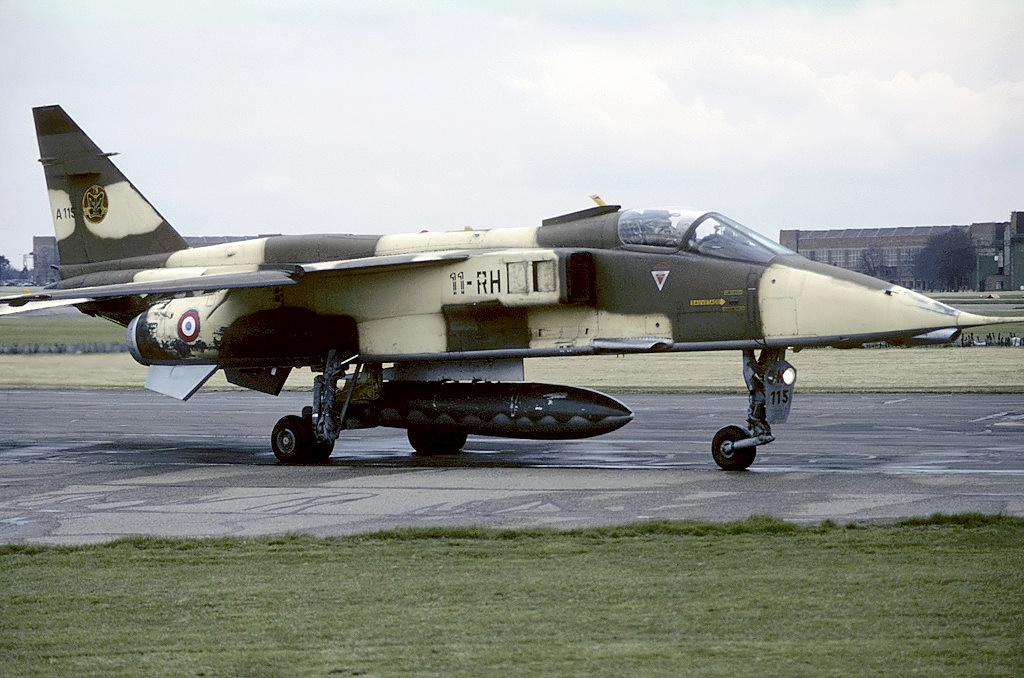
Jaguar aux couleurs du 3/11 en 1986

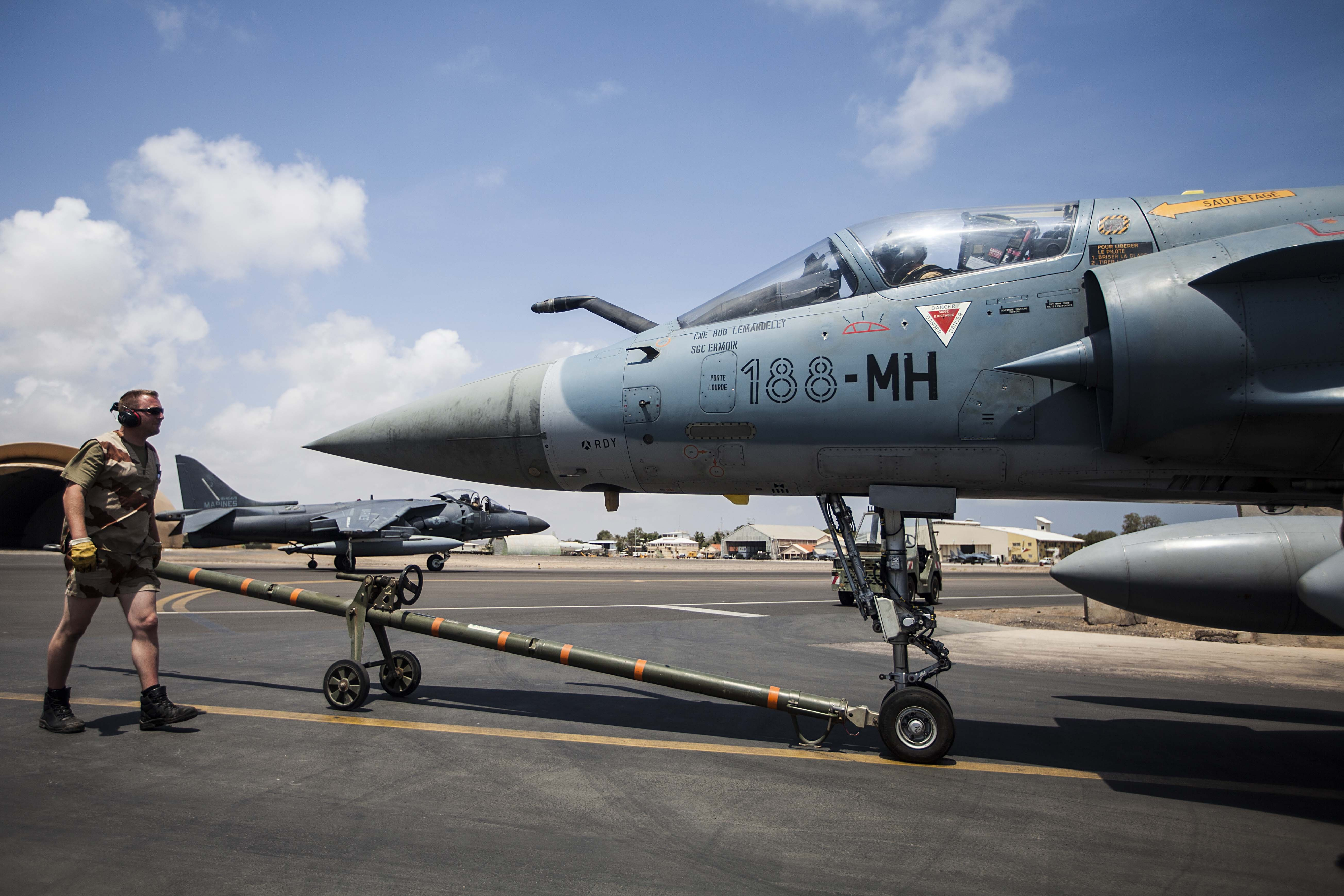
Mirage 2000-5F du 3/11 Corse à Djibouti, à l'arrière plan on voit un AV-8B Harrier II de l'USMC

Le Groupe de Chasse I/3 est créé en septembre 1933 et reprend les traditions des escadrilles SPA 69 et SPA 88. Le 27 août 1939, le Groupe de Chasse rejoint  le terrain de Velaine-en-Haye. En janvier 1940, le groupe stationne à Cannes pour être transformé sur Dewoitine 520 en prévision de la Campagne de France. Au cours des six semaines que dure la Campagne de France, le groupe a remporté 52 victoires. Le 18 juin, l’unité quitte la France pour se réfugier en Tunisie puis s’installe en août, de façon stable, à Oran, jusqu'au 30 novembre 1941, date de la dissolution du groupe.
Le GC I/3 renaît le 1er janvier 1943 et participe activement à la campagne d’Italie. À l’automne 1944, le groupe s’engage dans la vallée du Rhône, atteint Lyon, Dijon, Luxeuil, Strasbourg puis l’Allemagne. A l’heure de la capitulation, le 1/3 a remporté 108 victoires et reçu 190 citations. Il reçoit le nom de Corse en raison de la part importante qu’il a prise pour la libération de l’île de Beauté et acquiert le droit de porter la fourragère de la Croix de guerre 1939-1945.
Il sera engagé durant la guerre d'Indochine ou il sera équipé de Grumman F8F Bearcat.
En octobre et novembre 1956, l’Escadron, nouvellement équipé de Republic F-84F Thunderstreak prend part à la campagne de Suez en détruisant 18 appareils sur le terrain de Louqsor. De 1957 à 1962, il participe aux opérations durant la guerre d'Algérie.
L'EC 1/1 est dissous le 28 février 1966 et renaît en tant que EC 3/11 Corse le 1er avril 1966 sur la base de Bremgarten (Allemagne de l’Ouest). Équipé de F-100 Super Sabre, l'escadron rejoint les autres unités de la 11e escadre de chasse sur la base de base aérienne 136 Toul-Rosières en octobre 1967. Sa mission principale est la défense aérienne, et il participe aux déploiements en Afrique.
En 1975, l'EC 3/11 Corse est le premier escadron de la 11e escadre de chasse à recevoir des SEPECAT Jaguar. Rapidement, les missions africaines reprennent, les avions de l'EC 3/11 effectuant plusieurs missions de combat en Mauritanie fin 1977 contre le Polisario. La mission de l'escadron est devenue l'attaque au sol et, à partir de 1987, les Jaguar sont capables de larguer des bombes guidées par laser. Ils sont engagés à nouveau lors de la guerre du Golfe puis en ex-Yougoslavie.
L'EC 3/11 Corse reçoit une escadrille supplémentaire en 1994 (Masque de Tragédie), lors de la dissolution de l'EC 1/11 Roussillon. Il est dissout à son tour le 31 juillet 1997.
Le 3 novembre 2008, l'EC 3/11 Corse sort de son sommeil et remplace l'escadron de chasse 4/33 Vexin sur la base aérienne 188 Djibouti. L'escadron est alors équipé de Mirage 2000D et de Mirage 2000-5. Il est le seul escadron composite opérationnel de l'armée de l'air jusqu'en juin 2016, lorsque les Mirage 2000D quittent l'unité.

## Désignations et appartenances successives
L'escadron Corse a connu au cours de son histoire, les désignations successives suivantes : 

### GC I/3 Corse
- Groupe de Chasse I/3 rattaché à la 3e escadre de chasse (septembre 1933 à 1er mai 1939)
- Groupe de Chasse I/3 (1er mai 1939 à juin 1941)
- Groupe de Chasse I/3 Corse rattaché à la 1re escadre de chasse (1er janvier 1943 au 1er novembre 1945)
- Groupe de Chasse I/3 Corse rattaché à la 50e escadre (1er novembre 1945 au 1er novembre 1946)
- Groupe de Chasse I/3 Corse rattaché à la 6e escadre de chasse (1er novembre 1946 au 1er juillet 1947)

### GC I/6 Corse
- Groupe de Chasse I/6 Corse rattaché à la 6e escadre de chasse (1er juillet 1947 au 1er octobre 1949 )
- Groupe de Chasse I/6 Corse (1er octobre 1949 au 1er avril 1952)

### EC 1/1 Corse
- Escadron de Chasse 1/1 Corse rattaché à la 1re escadre de chasse (1er avril 1952 au 28 février 1966)

### EC 3/11 Corse
- Escadron de Chasse 3/11 Corse rattaché à la 11e escadre de chasse (1er avril 1966 au 31 juillet 1994)
- Escadron de Chasse 3/11 Corse (1er août 1994 au 25 juin 1997)
- Escadron de Chasse 3/11 Corse (3 novembre 2008 à aujourd'hui)

## Escadrilles
- SPA 88 Serpent
- SPA 69 Chat
- Masque de Tragédie (1994-1997)

Actuellement deux escadrilles composent l’escadron de chasse 3/11 « Corse », la SPA 69 « Tête de chat » et la SPA 88 « serpent ».

## Bases
- Velaine-en-Haye (août 1939 à janvier 1940)
- Cannes (janvier 1940 à juin 1940)
- Oran (juin 1940 à novembre 1941)
- Afrique du Nord (janvier 1943 à août 1944)
- Campagne de France et d'Allemagne (août 1944 à octobre 1945)
- Haguenau (25 décembre 1944 au 2 janvier 1945)
- Indochine (novembre 1945 à novembre 1946)
- Base aérienne 151 Rabat-Salé
- Indochine (octobre 1946 à avril 1952)
- Base aérienne 112 Reims-Champagne (avril 1952 à 1953)
- Base aérienne 139 Lahr (1953)
- Base aérienne 113 Saint-Dizier-Robinson
- Base aérienne 132 Colmar-Meyenheim (1966-1967)
- Base aérienne 136 Toul-Rosières (1967-1997)
- Base aérienne 188 Djibouti (depuis 2008)

## Appareils
- Supermarine Supermarine Spitfire (1945-1946)
- De Havilland Mosquito (1946-1952)
- Grumman F6F Hellcat (1949-1952)
- Republic F-84E/G Thunderjet (1952-1956)
- Republic F-84F Thunderstreak (1956-1966)
- North American F-100D Super Sabre (1966-1975)
- SEPECAT Jaguar (1975-1997)
- Mirage 2000 C (2008-2011)
- Mirage 2000 D (2008-2016)
- Mirage 2000-5F (depuis septembre 2011)

## Chronologie
Impossible de compiler l'entrée EasyTimeline :

Timeline generation failed: 4 errors found

Line 33:   at:12/12/2025 color:now width:0.2

- LineData attribute 'at' invalid.

```
 Date '12/12/2025' not within range as specified by command Period.

```

Line 96:   from:01/09/2011  till:12/12/2025  shift:(0,-6)  text:

- Plotdata attribute 'till' invalid.

```
 Date '12/12/2025' not within range as specified by command Period.

```

Line 117:   from:01/11/2008  till:12/12/2025 shift:(0,-6)  text:

- Plotdata attribute 'till' invalid.

```
 Date '12/12/2025' not within range as specified by command Period.

```

Line 126:   from:03/11/2008   till:12/12/2025 shift:(0,-6)  text:

- Plotdata attribute 'till' invalid.

```
 Date '12/12/2025' not within range as specified by command Period.

```